# یواس‌آرسی موریس (۱۸۳۱)
یواس‌آرسی موریس (۱۸۳۱) (به انگلیسی: USRC Morris (1831)) یک کشتی بود که طول آن ۷۳٫۴ فوت (۲۲٫۴ متر) بود. این کشتی در سال ۱۸۳۱ ساخته شد.